# Arethusana pontica
Arethusana pontica är en fjärilsart som beskrevs av Rühl 1895. Arethusana pontica ingår i släktet Arethusana och familjen praktfjärilar. Inga underarter finns listade i Catalogue of Life.